# Винхольд, Фитти
Фитти Винхольд (нем. Fitty Wienhold; 19.7.1956, Ратинген, Германия) — немецкий музыкант, бас-гитарист, известен своим участием в рок-группе U.D.O..

## Биография
Фитти Винхольд родился в 23:58, 19 июля 1956 года в Ратингене, Германия.
В 8 лет на Новый Год получил первую гитару, которая оказалась пластиковой и которая после многочисленных просьб была наконец заменена на акустическую гитару. Первые аккорды будущему музыканту показал кузен, это была песня Drunten auf der grünen Au', steht a Birnbaum schrau schrau juche. Затем Фитти увлёкся немецкой группой The Lords и стал разучивать их песни, а затем песни The Rolling Stones, Led Zeppelin, Deep Purple, The Who и Джимми Хендрикса. Но для этого уже требовалась электрогитара, которую и купила ему бабушка.
В подростковом возрасте Фитти принимал участие в группе Exitus, но очень скоро понял, что «он не был Вивальди на гитаре». В следующей группе он уже играл на ударных, где у него получалось несколько лучше (по словам Фитти, он не мог правильно настроить инструмент), но и ударные оказались не тем, что ему было нужно. В конце концов он остановился на бас-гитаре, и первой его гитарой была полуакустическая Höfner 500/1, именно та гитара, которую выбрал себе Пол Маккартни, после чего она стала известна как Höfner Beatle Bass. Впоследствии Фитти Винхольд сожалел, что продал её.
Когда 15-летний музыкант по его словам «более или менее понял, что ему нужен для игры только один палец», он тут же попытался устроиться басистом в очень известную на тот момент группу Relax из Дюссельдорфа, и естественно не был принят. После кратковременного увлечения джаз-роком Фитти Винхольд был принят в группу Sin City и в течение десяти лет (с 1971 по 1981 годы) оставался её басистом. Группа гастролировала по всей Германии, но записалась всего лишь однажды. В 1981 году Винхольд получил предложение от профессиональной группы Bullet, продюсером которой тогда был небезызвестный Дитер Диркс. Группа с участием Винхольда записала три альбома, но в 1986 году распалась.
Тогда Винхольд вместе с барабанщиком Bullet и гитаристом Relax (той группы, куда он не был принят в 1971 году) создали группу Roaring Cry и записали альбом кавер-версий Two Wild For You, который получил хорошие отзывы. В течение трёх лет Фитти играл в этой группе. Затем Винхольд оставил активные занятия музыкой и перебрался с семьёй на Ибицу, где издавал газету. Там, в 1997 году он случайно встретился с Удо Диркшнайдером с которым был знаком со времён работы в Bullet (Дитер Диркс являлся также и продюсером Accept). Винхольд предложил Диркшнайдеру свои услуги, и через некоторое время был принят в воссозданный коллектив U.D.O..
20 сентября 2018 года Винхольд заявил о том, что покидает U.D.O..